# Bake Off Vlaanderen
Bake Off Vlaanderen is een Vlaams realityprogramma dat sinds 30 augustus 2017 uitgezonden wordt op de Vlaamse zender Play4.
De wedstrijd draait om 10 amateurbakkers die het tegen elkaar opnemen in de strijd om de titel van thuisbakker van Vlaanderen. Wim Opbrouck presenteert het programma dat een Vlaamse versie is van het Britse The Great British Bake Off. De juryleden zijn hofleverancier Herman Van Dender en culinair auteur Regula Ysewijn.  Vanaf 2019 volgde er ook elk jaar een kerstspecial met bekende Vlamingen. Vanaf 2020 is er ook Junior Bake Off Vlaanderen, gepresenteerd door Jeroom met als juryleden Regula Ysewijn en chocolatier Dominique Persoone. In 2021 volgde er ook een speciale moederdagaflevering van Junior Bake Off. Het programma is in 2024 aan haar achtste seizoen en voor Junior Bake Off seizoen vijf.
De eerste drie seizoenen van Bake Off Vlaanderen werden opgenomen in Domein Villers in Schoten. Voor het vierde seizoen (2020) verhuisde de productie naar de tuin van de Koninklijke Villa in Oostende. Het vijfde seizoen (2021) werd opgenomen in de tuin van het Rubenskasteel in Elewijt en het zesde seizoen (2022) in kasteeldomein Groenenberg in Sint-Pieters-Leeuw.
Al sinds seizoen 1 is Bruno Vergauwen verantwoordelijk voor het grafische design van de tent en de illustraties van de tekeningen van de bakkers die in het programma te zien zijn.
Bake Off Vlaanderen en Junior Bake Off worden ook in Nederland uitgezonden door Omroep MAX op de televisiezenders NPO 1 en NPO Zapp en te streamen op NPO Start. Daar werd om de link te leggen met Heel Holland Bakt de naam van het programma gewijzigd naar Heel Vlaanderen Bakt en Heel Vlaanderen Bakt Kids.

## Overzicht seizoenen
| Seizoen | Afleveringen | Locatie            | Eerste uitzending | Laatste uitzending | Winnaar                  | Finalisten           |
| ------- | ------------ | ------------------ | ----------------- | ------------------ | ------------------------ | -------------------- |
| 1       | 8            | Schoten            | 30 augustus 2017  | 18 oktober 2017    | Hans Martens             | Alexander en Valerie |
| 2       | 8            | Schoten            | 29 augustus 2018  | 17 oktober 2018    | Julie Van den Driesschen | Deborah en Lucas     |
| 3       | 8            | Schoten            | 4 september 2019  | 23 oktober 2019    | Jaline Vandromme         | Philip en Tine       |
| 4       | 8            | Oostende           | 28 oktober 2020   | 16 december 2020   | Alexandra Vandergeeten   | Carlota en Margot    |
| 5       | 8            | Elewijt            | 27 oktober 2021   | december 2021      | Stephanie Thuymans       | Thibaut en Enza      |
| 6       | 8            | Sint-Pieters-Leeuw | 16 november 2022  | 4 januari 2023     | Axl Bijnens              | Elisa en Sylvia      |
| 7       | 8            | Sint-Pieters-Leeuw | 28 oktober 2023   | 16 december 2023   | Jante Hoefnagels         | Debbie en Stephen    |
| 8       | 8            | Elewijt            | 7 september 2024  | 26 oktober 2024    | Vanessa Spaerkeer        | Jente en Rosalie     |

## Spin-offs
Bake Off Kerstspecial
In deze kerstspecial streden enkele Bekende Vlamingen gedurende 1 aflevering voor de titel van Beste Kerstbakker.
| Seizoen | Locatie              | Uitzending       | Winnaar         | Deelnemers      | Deelnemers       | Deelnemers      | Deelnemers       | Deelnemers     | Kijkcijfers |
| ------- | -------------------- | ---------------- | --------------- | --------------- | ---------------- | --------------- | ---------------- | -------------- | ----------- |
| 1       | Schoten              | 25 december 2019 | Jeroom          | Ben Segers      | Tine Embrechts   | Cath Luyten     | Jeroom           |                | 490.742     |
| 2       | Oostende             | 23 december 2020 | Jani Kazaltzis  | Ella Leyers     | Maggie De Block  | Erik Van Looy   | Élodie Ouédraogo | Jani Kazaltzis | 516.372     |
| 3       | Elewijt              | 22 december 2021 | Natalia         | Astrid Coppens  | Bockie De Repper | Natalia         | Jennifer Heylen  |                | 252.380     |
| 4       | Sint-Pieters Elewijt | 17 december 2022 | Petra De Sutter | Viktor Verhulst | Jonas Geirnaert  | Petra De Sutter | Serine Ayari     |                | 205.471     |
| 5       | Sint-Pieters Elewijt | 23 december 2023 | Fien Germijns   | Ellen Callebout | Lukas Lelie      | Riadh Bahri     | Fien Germijns    |                | 399.346     |
| 6       | Sint-Pieters Elewijt | 12 december 2024 | James Cooke     | Ward Lemmelijn  | James Cooke      | Béa Vandendael  | Jade Mintjens    |                | 235.286     |